# 14. zongoraverseny (Mozart)

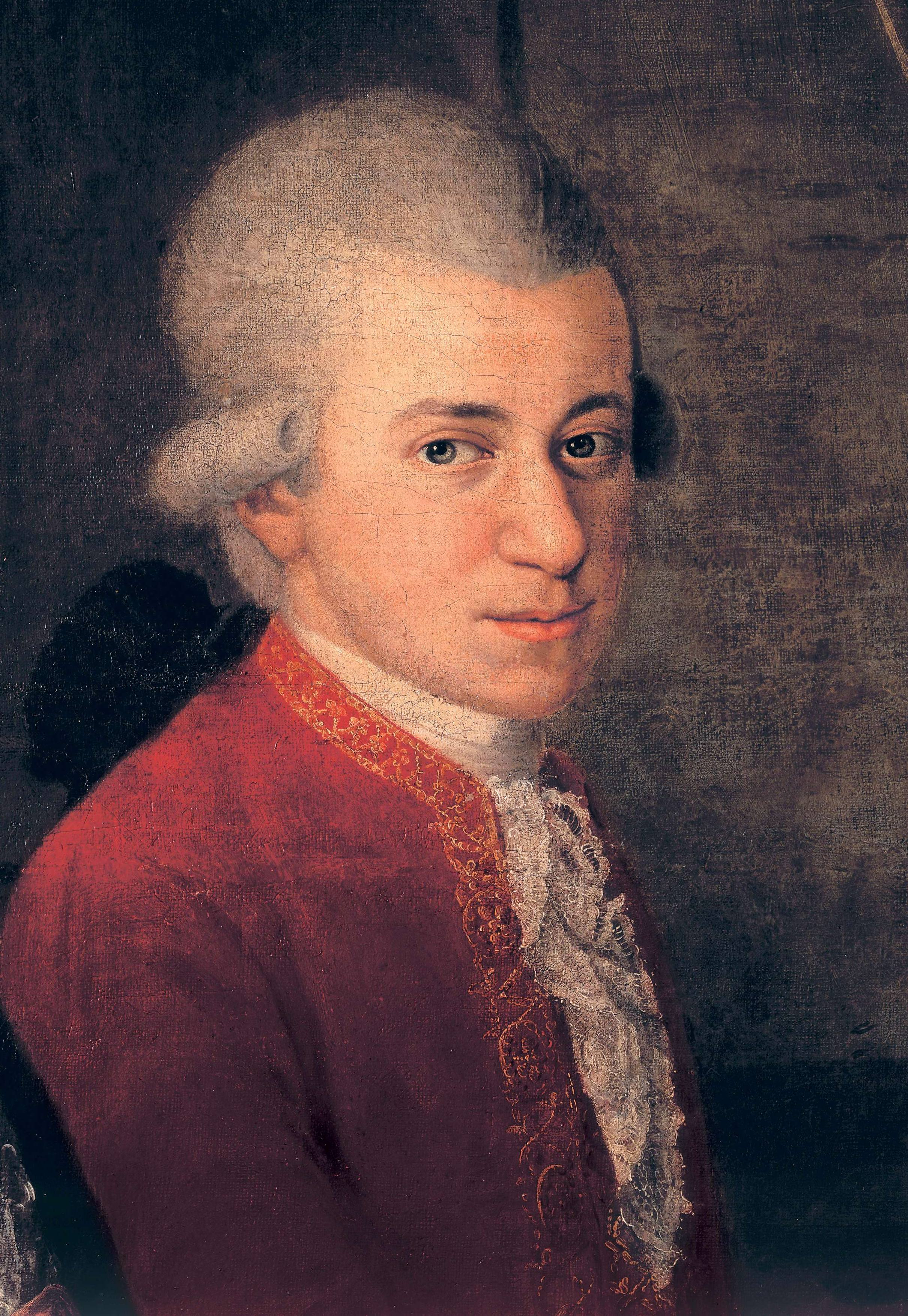

Wolfgang Amadeus Mozart 14., Esz-dúr zongoraversenye a Köchel-jegyzékben 449 szám alatt szerepel, és a Ployer I. melléknevet viseli.

## Keletkezése-története
A nagyra tartott Bécsben írt zongoraversenyek első darabja, amelyet Wolfgang Amadeus Mozart 1784. február 9-én fejezett be. A művet tanítványának,  Barbara Ployernek ajánlotta, innen a mű Ployer I. mellékneve. A bemutatón a zongoraszólamot maga Mozart játszotta, apjának írt levelében a koncert rendkívüli sikeréről számolt be.

## Szerkezete, jellemzői
Tételei:
1. Allegro vivace 3/4-ben
2. Andantino 2/4-ben
3. Allegro ma non troppo 2/2-ben

Az első tétel heroikus lendületű témával kezdődik, az Esz-dúr témafejekhez elengedhetetlenül hozzátartozik a trillamotívum is.
A tétel hangvétele mindvégig komoly, néhol szenvedélyes.
A lassú tétel jellemzője a szinkópált ritmikájú, kérlelő tematika.
A finálé rondótémája darabosan markáns, annak ellenére, hogy szertelenül vidám muzsikát vezet be.
A zongora szólama mindvégig mívesen kidolgozott, aprózott dallamokban és ékesítésekben gazdag.

## Ismertség, előadási gyakoriság
Hangversenyen, hanglemezen, vagy elektronikus médiákban viszonylag gyakran hallgatható darab. 2006-ban, a Mozart-év kapcsán a Magyar Rádió Bartók Rádiójának Mozart összes művét bemutató sorozatában hallható volt, a zongoraszólamot Alfred Brendel játszotta, a St. Martin-in-the-Fields Kamarazenekart Neville Marriner vezényelte.